# روميلدو سانتوس روزا
روميلدو سانتوس روزا (25 أكتوبر 1973 في البرازيل – )؛ هو لاعب كرة قدم سابق كان يلعب كمدافع.

## وصلات خارجية
- روميلدو سانتوس روزا على موقع رابطة كرة القدم اليابانية للمحترفين (اليابانية)
- روميلدو سانتوس روزا على موقع عالم كرة القدم.نت (الإنجليزية)